# Горбацевич, Александр Алексеевич
Алекса́ндр Алексе́евич Горбаце́вич (род. 21 ноября 1955, Молодечно) — российский физик, академик РАН (2019), доктор физико-математических наук, профессор, заведующий кафедрой квантовой физики и наноэлектроники Национального исследовательского университета «МИЭТ», главный научный сотрудник Физического института РАН.

## Биография
Выпускник физико-технического факультета МИЭТ 1979 года. Кандидат физико-математических наук (1982, диссертация «Макроскопические токовые состояния в кристаллах»), доктор физико-математических наук (1991, диссертация «Токовые состояния и сверхпроводимость»).
С 1982 года (последовательно) ассистент, доцент, профессор МИЭТ. С 1999 года заведует кафедрой квантовой физики и наноэлектроники МИЭТ (с 2008 года по совместительству).
Член-корреспондент (с 29 мая 2008) и академик РАН (с 15 ноября 2019) по Отделению нанотехнологий и информационных технологий.